# Prunus lichoana
Prunus lichoana är en rosväxtart som beskrevs av G. Aymard. Prunus lichoana ingår i släktet prunusar, och familjen rosväxter. Inga underarter finns listade i Catalogue of Life.